# Nätra kyrka
Nätra kyrka är en kyrkobyggnad i Bjästa i Härnösands stift. Den är församlingskyrka i Nätra församling.

## Kyrkobyggnaden
Första kyrkan på platsen var en medeltida träkyrka som på 1300-talet ersattes av en stenkyrka.
Nuvarande kyrka i nyklassisk stil uppfördes 1805–1807 efter ritningar av Simon Geting. Den 27 november 1807 invigdes kyrkan av prosten Lundström. Slutliga invigningen ägde rum 6 juli 1817 och förrättades av biskop Erik Abraham Almquist då en ny kyrkoherde installerades.
År 1847 renoverades kyrkan. Vid en senare renovering 1878–1881 lades ett nytt spåntak. År 1928 lades ett koppartak. Vid en renovering 1946–1947 gjordes ommålningar och ett nytt golv lades. Åren 1957–1958 försågs yttertaket med ny takplåt.
Kyrkan består av ett långhus med torn i väster och en halvrund absid i öster där sakristian är inrymd. För att vara en landsortskyrka har den imponerande mått. Kyrkan är 60 meter lång och drygt 20 meter bred. Väggarna av gråsten är två meter breda. Kyrktornet är 39 meter högt.
Hülphers skriver år 1780 att 
Kyrkan förmenes wara anlagd i 12 Sæculo [=1100-talet]
Sägen är: at då Kyrkan bygdes, skal Thor i Ön gjort dörren, och Spell i Bäck förfärdigat smide...
Har dubla Läktare, men är ändock nog trång. Sachristigan bygt af träd...
Et Orgwerk, om 10 st[ämmo]r upstatt 1759 genom Orgbyggaren Qvarnström, blev skänkt af Prosten Joh. Tollsten ... som afled 1765...
Af 2 Klockor, har den äldste årtalet 1519...
En död hwalfisk ... 1658 updrefs på Nätra Prästebordsstrand, deraf Cronan och Nätra Kyrka äfwen bekommo hwar sin andel i wärde

## Inventarier
- Altaruppsatsen består av två kolonner under ett taklag. I mitten står ett kors med en svepeduk. Korväggen fick sin nuvarande dekorering i samband med renoveringen 1847-1848 och utformades under ledning av kyrkans arkitekt Simon Getings son Lars David Geting tillsammans med förgyllaren Olof Hofrén och den i Örnsköldsviks verksamme stockholmsmålaren Gustaf Mauritz Kjellström. På norra sidan framställdes Jesus välsignade barnen och på den södra äktenskapsbryterskan inför Jesus. Ovanför finns ett lamm med bok och insegel i en målad nisch skuret av nämndemannen Jonas Näterlund i Björsby (död 1899).
- I tornet hänger tre klockor. Minsta klockan väger cirka 800 kg och största klockan väger cirka 1200 kg. Storklockan invigdes i samband med kyrkans 150-årsjubileum år 1957 och har inskriptionen: Gud till ära och församlingen till uppväckelse blev jag gjuten i Sigtuna år 1957 av G.Bergholtz klockgj. Jubileumsklockan tillkom genom insamling samt en frikostiga gåva av Ingeborg och Theodor Hedberg.
- Predikstolen är utförd 1814 av bildhuggaren Pehr Dahlqvist.
- Dopfunten består av en träskulptur föreställande evangelisten Johannes med örn och kalk som bär upp dopskålen. Skulpturen snidades 1728 av Magnus Gran. Den konserverades år 1949 i de ursprungliga färgerna grönt, rött och brunt och guld. Den målades liksom annat vid den stora reparationen efter rysshärjningen år 1721, av Erik Pärsson Liten från Härnösand.
- Vid predikstolen står en järnljusstake i gotisk stil från 1400-talet.
- Kyrkans ursprungliga altarmålning (1842) av konstnären Johan Widenström (1814-1845),  född i Skule. Målningen är numera placerad vid koret på södra långväggen med motivet "Jesu nedtagande från korset".
- Gipsreliefverket "Jesus välsignar barnen" av konstnären Harald Sörensen-Ringi (1872-1912) är placerad i Välsignelsens kapell under orgelläktaren. Inköp av Forss verkställande direktör Gustaf Hedberg kring 1910-talet men på grund av en fraktskada placerades konstverket i ett förråd i Köpmanholmens herrgård, enligt Harald Brändströms arkiv, Landsarkivet. Det upptäcktes i slutet av 1960-talet men placerades ut offentligt först i början på 1990-talet efter en restaurering av Kjell Söderlind i samarbete med sonen Ulf Söderlind.  Konstverket är en replik av konstnärens altaruppsats i St Johanneskyrkan, Malmö och bronsrelief i Helsingfors med samma motiv.
- I kyrkans tak hänger över mittgången fem ljuskronor. Den främsta, glas och kristall med åtta armar, ett 1700-talsarbete, skänktes till kyrkan av prosten Jonas Nordén  och hemmansägaren Maths Ersson i Norrtjärn någon gång före år 1831.
- På vardera sidan av altaret sitter en antik ljusarm av förgyllt trä, skänkta år 1939 av fru Ingeborg Hedberg och av hennes inköpt i en antikaffär i Stockholm.  De sägs härstammas från någon gotländsk kyrka.
- Golvur "Ångermanlandsbrud" i Välsignelsens kapell skänkt av museimannen och Nätrabon Arne Söderström någon gång på 2000-talet.
- Den stora kormattan i ryateknik knöts och finansierades av kvinnoföreningar från Köpmanholmen. Vävd av Anna Isaksson och Merit Hedberg år 1952. Mattan hänger numera på västra väggen i Välsignelsens kapell.
- Fattigbössan finns på norra sidan i entrén till kyrksalen och kommer från den gamla kyrkan.
- Den äldsta mässhaken är av svart sammet med broderier och galoner av guld samt årtalet 1765 och initialerna JT (Johan Tollsten) och AL  ( Anna Larsson, syster till Johan Tollsten).Mässhaken skänktes efter prosten Tollstens död år 1765.

### Orgel
- 1759 byggdes en orgel  med 9 eller 10 stämmor av Petter Qvarnström, Sundsvall. Den skänktes till kyrkan av prosten Joh. Tollsten.[2] 1815 flyttades orgeln till den nya kyrkan. 1855 såldes orgeln till Ullångers kyrka.
- 1858 byggde Johan Gustaf Ek, Torpshammar, en ny orgel med 15 stämmor, två manualer och pedal. 1914 byggdes orgeln och utökades till 17 stämmor av P L Åkerman & Lunds Orgelfabriks AB, Sundbybergs köping. 1947 utökades orgeln till 23 stämmor av Grönlunds Orgelfabrik, Notviken.
- Den nuvarande orgeln byggdes 1970 av Grönlunds Orgelbyggeri, Gammelstad.[3]  Den kom till  på initiativ av organisten Erik Lundkvist som växte upp i Nätra församling där hans far Erling Lundkvist var kyrkoherde under åren 1951-1972.  Orgeln med 37 stämmor är mekanisk med slejflådor och tonomfånget är 56/30. Orgelns disposition skapades av Olle Scherwin.  Fasaden är från 1858 års orgel. Orgelhuset målades och förgylldes år 1860 av målaren Clemens Nyberg ( bördig från Näske) och förgyllaren Lars Erik Hofrén från Härnösand.

| Svällverk I       | Huvudverk II   | Öververk III    | Pedal         | Koppel |
| Principal 8'      | Quintadena 16' | Gedackt 8'      | Principal 16' | I/P    |
| Spetsgamba 8'     | Principal 8'   | Rörflöjt 4'     | Subbas 16'    | II/P   |
| Salicional 8'     | Rörflöjt 8'    | Principal 2'    | Oktava 8'     | III/P  |
| Gedackt 8'        | Oktava 4'      | Sifflöjt 1'     | Gedackt 8'    | I/II   |
| Oktava 4'         | Spetsflöjt 4'  | Sesquialtera II | Oktava 4'     | III/II |
| Traversflöjt 4'   | Quinta 2 2/3'  | Cymbel II       | Quintadena 2' |        |
| Svegel 2'         | Oktava 2'      | Vox humana 8'   | Mixtur V      |        |
| Cornett III       | Mixtur V-VII   | Tremulant       | Basun 16'     |        |
| Mixtur V-VII      | Trumpet 8'     |                 | Trumpet 8'    |        |
| Bombard 16'       |                |                 | Skalmeja 4'   |        |
| Oboe 8'           |                |                 |               |        |
| Tremulant         |                |                 |               |        |
| Crescendosvällare |                |                 |               |        |

#### Diskografi
Inspelningar av musik framförd på kyrkans Grönlundorgel.
- Orgelschlagers - från fyra sekler / Jonsson, Tommy , orgel. CD. Billy Heil Records BHRCD010. 2013.
- Vox Humana, Erik Lundkvist, orgelmusik från Ryssland, Polen, Frankrike och Sverige. LP. Proprius 1971.

## Kuriosa
Den 23 mars 1955 sattes världsrekord över en sluten 1 000 km lång bana med J 29 "Flygande tunna" på sträckan Nyköping–Nätra kyrka och åter med en medelfart på 900,6 km/h..

### Webbkällor
- Bodil Mascher: Installation av ytjordvärme, Kulturmiljöavdelningens rapport nr 2005:19, Länsmuseet Västernorrland
- Bodil Mascher: Restaurering av torntak, Kulturmiljöavdelningens rapport nr 2005:24, Länsmuseet Västernorrland
- Nätra församling informerar
- Per Grimell, "Erik Lundkvist - Återkomsten", dokumentärfilm från år 2020 på youtube.
- Marianne Skoglund, Brudmarsch från Ullånger från Nätra kyrka, Orgelklubben Vox Humana 2017 på youtube.

### Fotnoter
1. ↑  Abraham Abrahamsson Hülphers:  Samlingar till en Bekrifning öfwer Norrland, Fierde Samlingen om Ångermanland, Westerås 1780, faksimil Umeå 1985, s.220-221
2. ↑  Abrahamsson Hülpers, Abraham (1773) (på Svenska). Historisk Afhandling om Musik och Instrumenter särdeles om Orgwerks Inrättningen i Allmänhet jemte Kort Beskrifning öfwer Orgwerken i Swerige. Västerås: Johan Laurentius Horrn. sid. 298-299. Libris 2413220
3. ↑  Carlsson, Sten L (1973). Sveriges kyrkorglar. Lund: Håkan Ohlsson. sid. 292. Libris 7604068. ISBN 91-7114-046-8
4. ↑  Erik Rudberg och Edvin Hellbom, red. Svenska Dagbladets årsbok 1955. Stockholm: Svenska Dagbladet. sid. 199